# جانيت كنودسن
جانيت كنودسن هي راكبة الكنو دنماركية، ولدت في 21 نوفمبر 1967.

## وصلات خارجية
- جانيت كنودسن على موقع أوليمبيديا (الإنجليزية)